# سون مایل (آریزونا)
سون مایل (به انگلیسی: Seven Mile) یک منطقهٔ مسکونی در ایالات متحده آمریکا است که در آریزونا واقع شده‌است. سون مایل ۵٫۸۹ کیلومتر مربع مساحت و ۱۰٬۰۳۱ نفر جمعیت دارد.